# مارتن أديلين
مارتن أديلين (بالفرنسية: Martin Adeline)‏ هو لاعب كرة قدم ليبي في مركز الوسط، ولد في 2 ديسمبر 2003 في ابيرناي في فرنسا.

## وصلات خارجية
- مارتن أديلين على موقع قاعدة بيانات كرة القدم.إي يو (الإنجليزية)
- مارتن أديلين على موقع ليكيب (الفرنسية)
- مارتن أديلين على موقع Soccerway.com (الإنجليزية)
- مارتن أديلين على موقع عالم كرة القدم.نت (الإنجليزية)